# 大阪府済生会泉尾病院
大阪府済生会泉尾病院（おおさかふさいせいかいいずおびょういん）は、大阪市大正区にある、社会福祉法人恩賜財団済生会支部大阪府済生会）が運営する病院。大正区内で唯一の公的病院であり、日本医療機能評価機構の認定を受け、救急指定病院や臨床研修指定病院としても機能している。
敷地面積は12,128m2、建物面積は21,680m2。

## 沿革
- 1945年（昭和20年）12月6日 - 泉尾診療所として開設する。
- 1951年（昭和26年） - 泉尾病院として発足する。そののち、地域基幹病院として増床･増築を繰り返す。
- 1988年（昭和63年） - 現在の場所に新築･移転する。
- 1998年（平成10年）2月1日 - 大阪府から開放型病院の承認を受ける。
- 2003年（平成15年） - 臨床研修指定病院に認定される。
- 2005年（平成17年）1月24日 - 日本医療機能評価機構認定病院に認定される。
- 2006年（平成18年） - 隣接する旧泉尾第二病院を統合し、これまでの一般病床（350床）に、回復期リハビリ病床（60床）と療養病床（60床）を加え、病床数が470床となる。

## 診療科
| - 総合診療内科 - 消化器内科 - 循環器科 - 糖尿・内分泌科 - 小児科 - 外科 - 整形外科 - 脳神経外科 | - 産婦人科 - 皮膚科 - 泌尿器科 - 眼科 - 耳鼻咽喉科 - 放射線科 - リハビリテーション科 - 人工透析センター |

## 医療機関の指定・認定
（下表の出典）
| 保険医療機関                                   | 労災保険指定病院                       |
| 生活保護法指定病院                             | 臨床研修病院                           |
| 指定自立支援病院（更生医療）                   | がん診療連携拠点病院（府指定）         |
| 特定疾患治療研究事業委託医療機関               | 原子爆弾被害者一般疾病医療取扱病院     |
| DPC対象病院                                    | 精神保健指定医の配置されている医療機関 |
| 指定小児慢性特定疾病医療機関                   | 無料低額診療事業実施医療機関           |
| 身体障害者福祉法指定医の配置されている医療機関 | 公害医療機関                           |
| 在宅療養後方支援病院                           |                                        |

- 救急告示病院（二次救急）[3]
- このほか、各種法令による指定・認定病院であるとともに、各学会の認定施設でもある。

## 交通アクセス
- JR大阪環状線・OsakaMetro長堀鶴見緑地線「大正駅」から大阪シティバス乗車、「済生会泉尾病院前」停留所下車、徒歩2分[4]。
- 阪神なんば線「ドーム前駅」またはOsakaMetro長堀鶴見緑地線「ドーム前千代崎駅」から大阪シティバス乗車、「大正区役所前」停留所下車、徒歩8分[4]。
- 各線「なんば駅」より大阪シティバス乗車、「新千歳」停留所下車、徒歩3分。または「大正区役所前」停留所下車、徒歩8分[4]。
- 大正区役所から病院まで無料送迎バスあり（乗車時間約4分）[4]。

## 関連施設
- 大正園（特別養護老人ホーム）
- シルバークレイン（特別養護老人ホーム・ケアハウス・身体障害者療護施設）
- ふくろうの杜（知的障害者更生施設）

## 周辺
- 大阪市立大正北中学校（隣接）[4]
- 大浪通[4]